# ОШ „Вук Караџић” Доброселица
ОШ „Вук Караџић” Доброселица, насељеном месту на територији општине Чајетина, подигнута је 1870. године.

## Историја школе
На иницијативу Мића Ковачевића, народног посланика на Светоандрејској скупштини, а на захтев мештана Доброселице и среских власти у Чајетини, Министарство просвете и црквених дела дало је 2. августа 1867. године сагласност за изградњу школе. Школовање деце почело је 1868. године у приватној кући, о којој нису сачувани писани подаци. Окружни начелник Станоје Симић 30. јула 1870. године обавештава министра просвете, да ће до краја августа школска зграда бити готова и моли да се у Доброселицу упути учитељ. За првог учитеља постављен је Василије Поповић, свештеник, родом из Кућана. 
Имала је велики просветитељски значај, јер су се у њој образовала деца не само из Доброселице, већ и из Стубла, Јабланице, Сјеништа, Драглице и једног дела Негбине, дакле оног дела златибора који се граничио са Турском. У једом извештају министру просвете из 1899. године, стоји податак да школу похађа 100 ученика (само је у Кремнима било више), и да од пет златиборских школа једино у доброселичкој и чајетинској раде два учитеља. Захваљујући заузимању месног пароха Благоја Шишаковића, 1938. године срушена је стара зграда и подигнута нова. 
Педесете године 20. века биле су значајне за развој школства у овом селу. Примењујући Закон о обавезном осмогодишњем школовању, школске 1950/51. године почео је са радом пети разред; од септембра 1956. годинне школа прераста у шесторазредну, а од 1962. године постаје осмогодишња. Међутим, у наредним годинама приметна је тенденција опадања броја ђака, тако да колектив доброселичке школе, на референдуму одржаном 30. августа 1979. године, доноси одлуку да се интегрише са ОШ „Димитрије Туцовић” у Чајетини. Ова одлука је озакоњена 30. јануара 1980. године.
Због рапидног опадања броја ђака, СО Чајетина је донела одлуку о затварању школе.

## Зграда школе
Школска зград из 1870. године, била је грађевина малих димензија, направљена од набоја и покривена шиндром. Срушена је 1938. године. Нова школска зграда из 1938. године је једноспратна грађевина, састављена из централног и два бочна крила ( облик ћириличног слова П). Грађевина је пространа и функционална, садржи учионице, ђачку кухињу, учитељски стан... До сеоске школе постоји асфалтни пут, који иначе повезује Водице и село Стубло. Пут је прилично узак и лоше одржаван. Школа је затворена, али сама грађевина је у солидном стању, једино је спортски терен иза школе, зарастао у коров.